# روبرت هاريسون
روبرت هاريسون (بالإنجليزية: Robert Harrison)‏ هو صحفي أمريكي، ولد في 1905، وتوفي في 17 فبراير 1978.

## وصلات خارجية
- روبرت هاريسون على موقع إن إن دي بي (الإنجليزية)